# Черпища
Черпища (на гръцки: Τερπνή, Терпни, до 1923 година Τσέρπιστα, Церписта) е село в Република Гърция, Егейска Македония, дем Висалтия, област Централна Македония. Селото има 2189 жители според преброяването от 2001 година.

## География
Черпища е разположено на 1 километър северно от демовия център град Нигрита в Сярското поле, в северното подножие на Богданската планина (Вертискос).

## История

### В Османската империя
Църквата „Свети Димитър“ е от 1740 година.
Александър Синве ("Les Grecs de l’Empire Ottoman. Etude Statistique et Ethnographique"), който се основава на гръцки данни, в 1878 година пише, че в Серпища (Serpista) живеят 816 гърци.
Според „Етнография на вилаетите Адрианопол, Монастир и Салоника“, издадена в Константинопол в 1878 година и отразяваща статистиката на населението от 1873, Черипища (Tchéripischta) има 150 домакинства със 120 жители мюсюлмани и 306 гърци.
В 1889 година Стефан Веркович (Топографическо-этнографическій очеркъ Македоніи) пише за Черпища:
| „ | Черписта - село със смесено население, мохамеданите са турци коняри, християните - гърци; една църква, едно училище, една джамия и едно мюсюлманско училище (мектеб). Отдалечено е на половин час от Нигрита. | “ |

В 1891 година Георги Стрезов пише за селото:
| „ | Чирпища, на С. З. от Нигрита, при подножието на Бешишката планина, на разстояние 1/2 час. Това село някогаш в цъфтещо състояние, сега е отпаднало съвсем; жителите са зъдължени до уши. До Чирпища се виждат развалини от стари стени от неизвестна епоха. 120 къщи, половината турци и половината християне - гърци. Имат си църква. | “ |

Според Васил Кънчов („Македония. Етнография и статистика“) в началото на XX век Чирпища има 460 жители турци и 500 гърци. По данни на секретаря на Българската екзархия Димитър Мишев („La Macédoine et sa Population Chrétienne“) в 1905 година християнското население на Чернища (Tchetnichta) се състои от 800 гърци и в селото има гръцко училище.

### В Гърция
След Междусъюзническата война в 1913 година селото попада в Гърция. В него са заселени гърци бежанци. Според преброяването от 1928 година Черпища е смесено местно-бежанско село с 64 бежански семейства и 280 души. В 1923 година селото е прекръстено на Терпни.
| Име        | Име                  | Ново име         | Ново име          | Описание                                                             |
| ---------- | -------------------- | ---------------- | ----------------- | -------------------------------------------------------------------- |
| Сали Милос | Σαλή Μύλος           | Севастианон Рема | Σεβαστειανόν Ρέμα | името на Голема река в Богданската планина в горното ѝ течение       |
| Амбарудия  | Άμπαρούδια           | Апотикес         | Αποθήκες          | връх в Богданската планина на ЮЗ от Черпища (926 m)                  |
| Морава     | Μουράβα              | Мермингас        | Μέρμηγκας         | централният хребет на Богданската планина на ЮЗ от Черпища (807,4 m) |
| Крендища   | Κρέν Τίστα/Κρεντίστα | Иконостаси       | Εικονοστάσι       | възвишение в Богданската планина на ЮЗ от Черпища                    |
| Патрах     | Πατράχι              | Стронгилон       | Στρογγυλόν        | възвишение в Богданската планина на ЮЗ от Черпища                    |
| Мация      | Ματσιά               | Самаринон Рема   | Σαμαρινόν Ρέμα    | името на река Лагатрис в горното ѝ течение                           |
| Кядули     | Κιαδούλι             | Исома            | Ίσωμα             | местност на СИ от Черпища                                            |
| Косело     | Κοσιέλο              | Камбос           | Κάμπος            | местност на С от Черпища                                             |

## Личности
Родени в Черпища
- Димитрис Куфондинас (р. 1958), гръцки терорист
- Димитрис Стаматопулос (р. 1969) гръцки университетски професор
- Никос Пасхалудис (р. 1936), гръцки педагог и автор[15]
- Танасис Папатанасиу (1912 – 2005), гръцки фермер и политик

Свързани с Черпища
- Ана Коракаки (р. 1996), гръцка олимпийска шампионка, по произход от Черпища
- Димитрис Анастасиадис (1940 – 2019), гръцки бизнесмен и благодетел, по произход от Черпища [16]